# Guerra Aqueia
Guerra Aqueia ou Guerra Acaia foi uma revolta da Liga Aqueia, uma aliança de diversas pólis gregas da Acaia e do Peloponeso, contra a República Romana por volta de 146 a.C., logo depois da Quarta Guerra Macedônica e da criação da nova província da Macedônia. Roma derrotou a Liga rapidamente e, como punição, destruiu Corinto. Esta guerra encerrou definitivamente a independência dos estados gregos e os romanos criaram na região duas novas províncias, a Acaia e o Epiro.

## Guerra
A República Romana mantinha uma relação muito próxima com a Liga Aqueia por conta de crenças religiosas e objetivos militares similares e por causa da cooperação constante durante as Guerras Macedônicas. Contudo, estes laços se deterioraram rapidamente depois de uma série de disputas com os romanos por causa da constante interferência de Roma nas decisões da liga. Os romanos insistiram que Esparta fosse incluída na liga depois da Guerra contra Nábis em 195 a.C.. Os espartanos, insatisfeitos, resistiram ao movimento, especialmente por causa da relação da Liga Aqueia com os poderosos romanos. Como resposta, a Liga invadiu o território espartano, demoliu a muralha que protegia a cidade e acabou com o tradicional sistema educacional que preparava as crianças espartanas para a guerra. Apesar disto, a Liga, liderada por Arato III de Sicião, decidiu manter a aliança com esparta e declarou guerra aos romanos depois que estes anexaram a Macedônia ao seu território no final da Quarta Guerra Macedônica.
Os aqueus certamente sabiam que estavam entrando numa guerra suicida, pois Roma já havia derrotado definitivamente a Macedônia, um reino muito mais poderoso. Depois de uma primeira vitória sobre o estratego Critolau de Megalópolis na Batalha de Escarpeia sob o comando do general Quinto Cecílio Metelo Macedônico, o vencedor da Macedônia, os romanos avançaram até Corinto e cercaram a cidade. Depois de uma rápida vitória, a cidade foi saqueada pelas tropas do cônsul Lúcio Múmio, o que levou à rendição dos aqueus. A Liga foi desfeita e a cidade de Patras também foi destruída. Finalmente, os romanos anexaram a Grécia ao território romano.